# Brenthis florida
Brenthis florida är en fjärilsart som beskrevs av Ruggero Verity 1919. Brenthis florida ingår i släktet Brenthis och familjen praktfjärilar. Inga underarter finns listade i Catalogue of Life.